# Zieten (Schiff, 1876)
Die Zieten war ein Torpedofahrzeug I. Classe, später ein Aviso und Fischereischutzschiff der Kaiserlichen Marine. Das Schiff war benannt nach dem preußischen Husarengeneral Hans Joachim von Zieten („Zieten aus dem Busch“).

## Bau und Technische Daten
Die Zieten war ein von der Thames Ironworks and Shipbuilding and Engineering Company Ltd. in London erbautes Eisenschiff mit eisernen Querspanten und acht Abteilungen. Es war 79,4 m über alles lang, 8,56 m breit und hatte einen Tiefgang von 3,8–4,63 m. Voll ausgerüstet wog es 1170 Tonnen und war mit 716 BRT vermessen. Die Besatzung bestand aus sechs bis sieben Offizieren und zwischen 90 und 104 Mann.

## Laufbahn
Die Zieten diente bis 1880 als Torpedofahrzeug zur Erprobung neuentwickelter Torpedos. Ihr Kommandant war dabei ab Mai 1878 der Kapitänleutnant und spätere Großadmiral Alfred Tirpitz, der seit 1877 für die Organisation der neuen Torpedowaffe zuständig war. Am 28. Juli 1880 versenkte Tirpitz mit der Zieten, im Beisein des Kronprinzen Friedrich Wilhelm von Preußen, die alte Dampffregatte Barbarossa mit einem scharfen Torpedo, um die Wirkung der neuen Waffe zu demonstrieren.
1881 wurde die Zieten zum Aviso umgebaut. Als nach der Beschießung der ägyptischen Stadt Alexandria durch britische Kriegsschiffe im Juli 1882 die Sicherheit westlicher Ausländer dort bedroht war, wurde die Zieten ins Mittelmeer entsandt, um die dort stationierten deutschen Kanonenboote Habicht und Möwe abzulösen, die deutsche und österreichische Bürger in Ägypten beschützt und in Sicherheit gebracht hatten. Danach wurde das Schiff in der Nord- und Ostsee eingesetzt. Ab 1897 diente die Zieten, als Nachfolger der Meteor, im Fischereischutz in Nordsee und Nordatlantik, wobei sie deutsche Fischereifahrzeuge beschützte, betreute und versorgte und mehrmals ausländische Fischereifahrzeuge in deutschen Hoheitsgewässern aufbrachte.
Im Ersten Weltkrieg wurde das Schiff der Hafenflottille Jade-Weser zugeteilt und wechselte kurz vor Kriegsende zur Vorpostenflottille der Elbe.

## Ende
Die Zieten wurde 1919 ausgemustert und 1921 in Wilhelmshaven abgewrackt. Letzter Kommandant war von Dezember 1918 bis Juli 1919 Korvettenkapitän Gerhard von Zitzewitz (* 1881).

## Kommandanten
1. August 1876 bis 16./17. November 1876
- Korvettenkapitän Franz Mensing

30. Juni 1877 bis 2. Oktober 1877
- Korvettenkapitän Karl Eduard Heusner

6. Mai 1878 bis 8. Oktober 1878
- Kapitänleutnant Alfred Tirpitz

5. Mai 1879 bis 7. Oktober 1879
- Kapitänleutnant Alfred Tirpitz

3. Mai 1880 bis 15. Oktober 1880
- Kapitänleutnant Alfred Tirpitz: bis August 1880
- Kapitänleutnant Max Fischel als Erster Offizier in Vertretung

27. Juni 1881 bis 20. Oktober 1881
- Kapitänleutnant Wilhelm Büchsel: bis Oktober 1881
- Leutnant zur See Hildebrandt in Vertretung im Oktober 1880

14. August 1882 bis 25. November 1882
- Korvettenkapitän Carl Barandon

30. Juli 1886 bis 29. September 1886
- Korvettenkapitän Victor Cochius

21./31. Januar 1887 bis 28. Februar 1887 (Probefahrten)
- Kapitänleutnant Max Jaeckel

23. Mai 1888 bis 20. September 1888
- Korvettenkapitän Oscar Klausa

1. Mai 1889 bis 19. September 1889
- Korvettenkapitän Hans Oelrichs

2. Mai 1890 bis 1. Oktober 1890
- Korvettenkapitän Hans Oelrichs

1. Mai 1891 bis 25. September 1891
- Korvettenkapitän Louis Riedel

30. April 1892 bis 30. September 1892
- Korvettenkapitän Hermann Schneider: April 1892
- Korvettenkapitän Emil von Lyncker: ab Mai 1892

16. März 1897 bis 27. November 1897
- Kapitänleutnant/Korvettenkapitän Leo Neitzke

16. März 1899 bis 30. November 1899
- Korvettenkapitän Hartwig von Dassel

15. März 1901 bis 5. Juli 1919
- Korvettenkapitän Lautenberger: von März 1901 bis November 1901
- Oberleutnant zur See/Kapitänleutnant Wilhelm Lebahn: von November 1901 bis März 1902
- Korvettenkapitän Lautenberger: von März 1902 bis November 1902
- Kapitänleutnant Wilhelm Bunnemann: November/Dezember 1902
- Oberleutnant zur See/Kapitänleutnant Paul Boethke: von Dezember 1902 bis März 1903
- Korvettenkapitän Karl Oxé: von März 1903 bis November 1903
- Oberleutnant zur See Kurt Irmer: von November 1903 bis März 1904
- Korvettenkapitän Walter Herrklotsch: von März 1904 bis Oktober 1905
- Korvettenkapitän Karl Wedding: von Oktober 1905 bis September 1906
- Korvettenkapitän Waldemar Schmaltz: von Oktober 1906 bis September 1908
- Korvettenkapitän Friedrich von Bülow: von September 1908 bis September 1910
- Korvettenkapitän Wilhelm Wallis: von September 1910 bis November 1911
- Oberleutnant zur See Rolf Belleville: von November 1911 bis April 1912
- Korvettenkapitän Wilhelm Wallis: von April 1912 bis Oktober 1912
- Korvettenkapitän/Fregattenkapitän Erich von Zeppelin: von Oktober 1912 bis April 1914
- Korvettenkapitän George Berendes: von April 1914 bis Juni 1917
- Kapitänleutnant d. R. Karl Robert Hoffmann: von Juni 1917 bis Dezember 1918
- Korvettenkapitän Otto Wiebalck: Dezember 1918
- Korvettenkapitän Gerhard von Zitzewitz: von Dezember 1918 bis Juli 1919